# Corrado Bafile
Vous pouvez aider à l'améliorer ou bien discuter des problèmes sur sa page de discussion.
- Il ne cite pas suffisamment ses sources. Vous pouvez indiquer les passages à sourcer avec {{référence nécessaire}} ou {{Référence souhaitée}}, et inclure les références utiles en les liant aux notes de bas de page. (Marqué depuis avril 2024)
- Certaines informations devraient être mieux reliées aux sources mentionnées dans la bibliographie ou les liens externes. Améliorez sa vérifiabilité en les associant par des références. (Marqué depuis avril 2024)

- Archive Wikiwix
- Bing
- Cairn
- DuckDuckGo
- E. Universalis
- Gallica
- Google
- G. Books
- G. News
- G. Scholar
- Persée
- Qwant
- (zh) Baidu
- (ru) Yandex
- (wd) trouver des œuvres sur Wikidata

Corrado Bafile, né le 4 juillet 1903 à L'Aquila en Italie et mort à 101 ans le 3 février 2005 à Rome, est un cardinal italien de l'Église catholique romaine, préfet de la Congrégation pour les causes des saints de 1976 à 1980.

## Biographie

### Études
Né près de L'Aquila, en Italie, Corrado Bafile entreprend des études en chimie à Munich en Allemagne avant d'obtenir un doctorat en droit à Rome en 1926.
Il exerce le droit pendant 6 ans avant d'étudier à l'Université pontificale grégorienne.

### Prêtre
Il est ordonné prêtre à Rome le 11 avril 1936 pour le diocèse de L'Aquila. Il obtient ensuite un nouveau doctorat en droit canon à l'Université pontificale du Latran tout en suivant les cours de l'Académie pontificale ecclésiastique.
Il reste à Rome où il travaille à la Secrétairerie d'État jusqu'en 1960.

### Évêque
Nommé nonce apostolique en Allemagne par le pape Jean XXIII le 13 février 1960 avec le titre d'archevêque in partibus d'Antioche-en-Pisidie (de), il est consacré le 19 mars suivant par le pape en personne.
Il reste à ces fonctions jusqu'en 1975, date à laquelle le pape Paul VI le nomme à la tête de la Congrégation pour les causes des saints.

### Cardinal
Il est créé cardinal lors du consistoire du 24 mai 1976 avec le titre de cardinal-diacre de S. Maria in Portico Campitelli. En 1987, il est élevé à l'ordre des cardinaux-prêtres.
Le cardinal Bafile prend sa retraite de la curie en 1980 et perd sa qualité d'électeur en cas de conclave à son 80e anniversaire le 4 juillet 1983. Il est le cardinal le plus âgé du Sacré Collège à la mort du cardinal chinois Ignatius Kung Pin-mei le 12 mars 2000 (à son décès, c'est le néerlandais Johannes Willebrands qui le devient).
Il reste en assez bonne santé pour être reçu par le pape Jean-Paul II pour son 100e anniversaire en 2003. Décédé le 3 février 2005 à l'âge de 101 ans et 214 jours, il est, depuis le XVIe siècle, le premier cardinal centenaire et celui qui a vécu le plus longtemps.